# Listă de localități din cantonul Geneva
În cantonul Geneva  în anul 2009, sunt 45 de localități:
- Aïre-la-Ville
- Anières
- Avully
- Avusy
- Bardonnex
- Bellevue
- Bernex
- Carouge
- Cartigny
- Céligny
- Chancy
- Chêne-Bougeries
- Chêne-Bourg
- Choulex
- Collex-Bossy
- Collonge-Bellerive
- Cologny
- Confignon
- Corsier
- Dardagny
- Geneva
- Genthod
- Grand-Saconnex
- Gy
- Hermance
- Jussy
- Laconnex
- Lancy
- Meinier
- Meyrin
- Onex
- Perly-Certoux
- Plan-les-Ouates
- Pregny-Chambésy
- Presinge
- Puplinge
- Russin
- Satigny
- Soral
- Thônex
- Troinex
- Vandoeuvres
- Vernier
- Versoix
- Veyrier